# Ruidera
Ruidera es un municipio y localidad española de la provincia de Ciudad Real, en la comunidad autónoma de Castilla-La Mancha. Ubicado en la comarca del Campo de Montiel, es conocido por sus lagunas, que constituyen la cabecera del río Guadiana. El término municipal cuenta con una población de 533 habitantes (INE 2024).

## Geografía
Integrado en la comarca de Campo de Montiel, se sitúa a 109 kilómetros de la capital provincial. El término municipal está atravesado por la carretera nacional N-430, en pK 415, por la carretera autonómica CM-3115, que se dirige hacia Argamasilla de Alba, y por una carretera local que comunica con el municipio de Ossa de Montiel. 
El relieve del municipio es montuoso, entre cuyas elevaciones discurren algunos arroyos. Hacia el oeste, en la parte más llana, se encuentran las famosas lagunas a las que da nombre el municipio, que forman parte del parque natural de las Lagunas de Ruidera. Dentro de su territorio se encuentran la Laguna Cenagosa, la Laguna de la Coladilla, la Laguna de Cueva Morenilla y las más extensas: Laguna del Rey y parte de la Laguna Colgada (esta última compartida con Ossa de Montiel). Las lagunas están comunicadas por el río Guadiana Alto, que finalmente desagua en el embalse de Peñarroya, ya en el límite con Argamasilla de Alba. La altitud oscila entre los 976 metros al noreste, cerca del límite con el exclave de Alhambra, y los 735 metros a orillas del embalse de Peñarroya. El pueblo se alza a 821 metros sobre el nivel del mar. 
| Noroeste: Argamasilla de Alba | Norte: Argamasilla de Alba y Alhambra (exclave) | Noreste: Alhambra (exclave)         |
| Oeste: Argamasilla de Alba    |                                                 | Este: Alhambra (exclave)            |
| Suroeste: Argamasilla de Alba | Sur: Alhambra                                   | Sureste: Ossa de Montiel (Albacete) |

## Historia
Población históricamente relacionada con la Orden de Santiago y el Campo de Montiel. En origen fue aldea de Alhambra y perteneció al partido de Villanueva de los Infantes.

La concordia entre la Orden de Santiago y la Orden de San Juan de Jerusalén, firmada en Santa María de Rozalen el 7 de mayo de 1237, dejó delimitada la mojonera común entre los territorios de ambas órdenes. En ella quedó fijada la «división entre La Moraleja y Ruidera por soga», que dejó a Ruidera dentro de los territorios de la Orden de Santiago. Estos límites se mantuvieron prácticamente inalterables hasta la incorporación de Ruidera al Gran Priorato de Castilla y León de la Orden de San Juan.

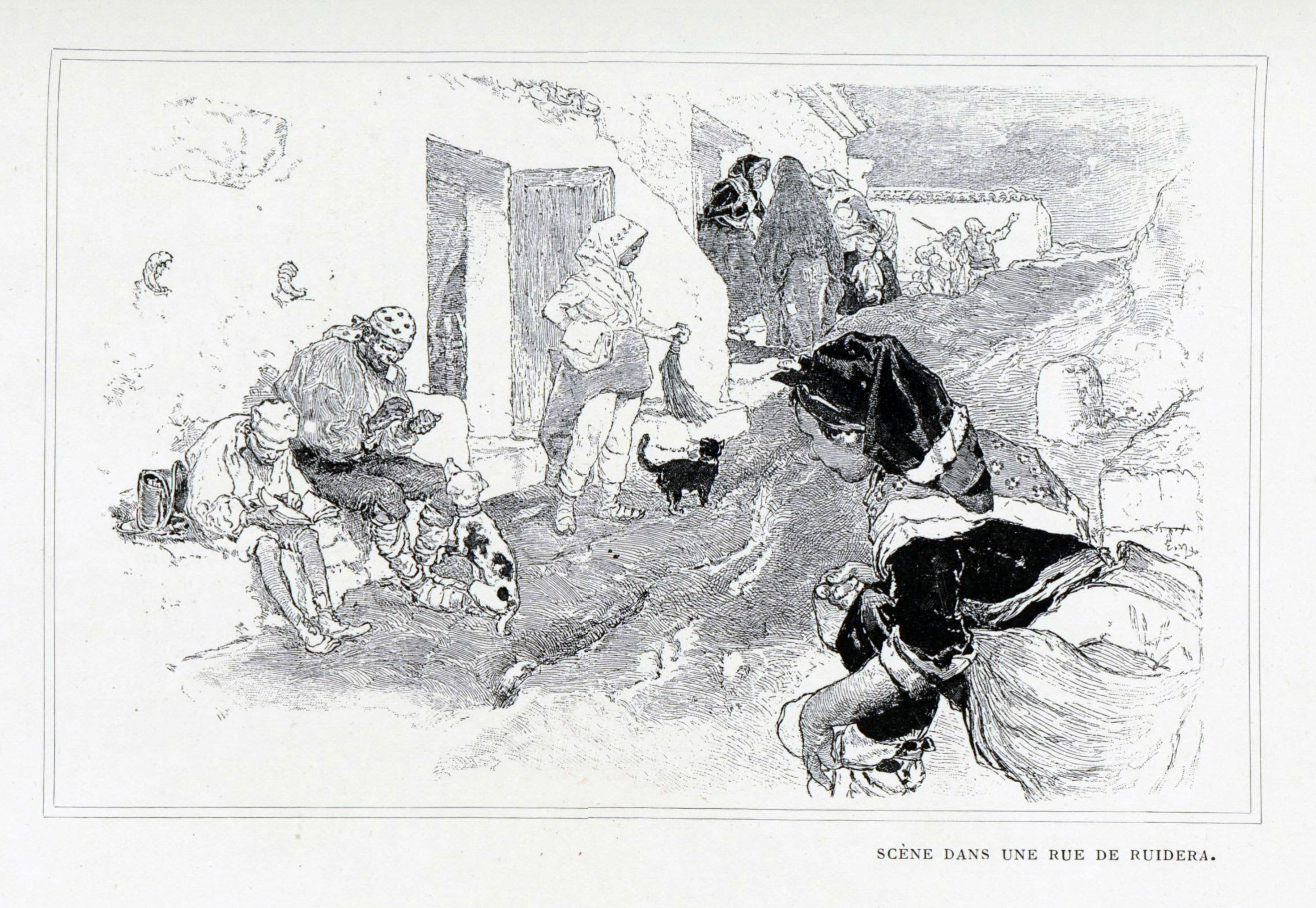
«Scène dans une rue de Ruidera» por Vierge (Au pays de Don Quichotte, 1901)

Debido a la catalogación de "Real Sitio", tan solo durante cincuenta y un años (entre 1783 y 1834) perteneció a la Orden de San Juan, y pasó a depender de la villa de Argamasilla de Alba. 
José de Hosta describe a la localidad en su Crónica de la Provincia de Ciudad Real (1865) de la siguiente manera:

Aldea con alcalde pedáneo, dependiente de Argamasilla de Alba, de donde dista cuatro leguas, situada en las inmediaciones de la laguna llamada del Rey, una de las que dan origen al Guadiana; está combatida por el E. y S. y se padecen tercianas de contínuo.

Se constituyó como municipio independiente el 21 de septiembre de 1990.

## Demografía
Ruidera cuenta con una población de 533 habitantes (INE 2024).
| Gráfica de evolución demográfica de Ruidera entre 1991 y 2021 |
| |
| Población de derecho según los censos de población del INE Población de hecho según los censos de población del INEEntre el censo de 1991 y el anterior, aparece este municipio porque se segrega del municipio Argamasilla de Alba |

## Política
Listado de alcaldes de Ruidera desde 1979.
| Periodo         | Nombre del alcalde/sa    | Partido político                          | Partido político |
| --------------- | ------------------------ | ----------------------------------------- | ---------------- |
| 1979-1983       | Francisco Parra Chaparro | PCE                                       |                  |
| 1983-1987       | Francisco Parra Chaparro | PCE                                       |                  |
| 1987-1991       | Nemesio Chaparro Sabina  | PSOE                                      |                  |
| 1991-1995       | Nemesio Chaparro Sabina  | PSOE                                      |                  |
| 1995-1999       | Nemesio Chaparro Sabina  | PSOE                                      |                  |
| 1999-2003       | Nemesio Chaparro Sabina  | PSOE                                      |                  |
| 2003-2007       | Pedro Reinosa Bascuñana  | AIR (Agrupación Independiente de Ruidera) |                  |
| 2007-2011       | Pedro Reinosa Bascuñana  | AIR                                       |                  |
| 2011-1015       | Pedro Reinosa Bascuñana  | AIR                                       |                  |
| 2015-2019       | Pedro Reinosa Bascuñana  | AIR                                       |                  |
| 2019-2023       | Josefa Moreno Moreno     | PSOE                                      |                  |
| 2023-Actualidad | Josefa Moreno Moreno     | PSOE                                      |                  |

## Cultura

### Fiestas
- Fiesta de San Antón (17 de enero): Se realizan hogueras (güeras) por todo el pueblo, estas hogueras se hacen en las puertas de las casas la noche del 16 de enero y la madrugada del 17 (vísperas de San Antón), las hogueras se realizan de ramas de encina denominadas en el pueblo "Chascas" y de ramas de romero, los vecinos en la noche de las hogueras cenan y bailan los típicos corros con canciones populares que suelen dedicarse a San Antonio Abad

- Fiesta de La Candelaria (2 de febrero): En esta fiesta también de hacen hogueras la noche del 1 de febrero en honor a la Virgen de la Candelaria esta tradición de remonta a finales del siglo XVIII - principios del XIX cuando en Ruidera se construyeron los molinos de la pólvora, que al traer trabajadores de otras localidades trajeron con ellos sus tradiciones y fiestas. Las tradiciones son las mismas que en San Antón

- Fiesta de San Marcos (25 de abril): Este día los vecinos del municipio se van a comer al campo celebrando una romería en honor a este santo pero sin santo.

- Fiesta de la independencia (21 de septiembre): Esta fieste se remonta al 21 de septiembre de 1990 cuando la aldea de Ruidera se segregó del ayuntamiento de Argamasilla de Alba. Este día se realizan muchas actividades como una verbena popular, cena, una ruta cicloturista y muchas más actividades.

- Feria (Entre los días 13 y 17 de agosto): Estas son las fiestas grandes de Ruidera en honor a su patrona la Virgen de la Blanca, estas fiestas comienzan en el día de la pólvora y en la feria se realizan muchas actividades, entre ellas la procesión de la patrona (15) y todas las noches de la feria los toros de fuego.

- Fiestas desaparecidas:

- Los Mayos: Los mozos del pueblo salían la noche del 30 de abril a rondar a las jóvenes del pueblo. Escribían versos en las paredes enjablegadas (pintadas) de cal con el polvo azulete (polvos que se utilizaban para lavar las ropas y blanquearlas).

### Cantares populares
- En Ruidera no hay reloj, no ayuntamiento ni plaza, los ha castigado Dios con el esparto y la maza.
- Espartera, espartera que sola en el monte te ves, todo el día cogiendo esparto, sin pan en la talega, ni agua para beber.
- Se creía la Joaquinilla que eran haces de esparto (o conejos del campo) y eran cuartillos de vino que vendían a treinta cuartos.
- La viudita, la viudita se quiere casar con el conde, conde Cabra, conde Cabra, conde Ca.
- Ruidera, Ruiderilla, Ruidera, ¡Hay que ver que hermoso eres! Que te llevas la fama de las mujeres. Al entrar a Ruiderilla lo primero que se ve son las ventanas abiertas y las camas sin hacer (o y detrás a mi querer).
- San Antón como es tan viejo tien barbas de conejo y su abuela Catalina tiene barbas de gallina.
- San Antón santo francés santo que no bebe vino. San Antón tiene a sus pies solamente un gorrino.
- El día de la Candelaria es el segundo de febrero cuando sale la Virgen María con su santo cordero.
- Un cura se fue a bañar debajo de un acebuche y debajo se le veía un palomo con dos buches.
- Salve salve Virgen de la Blanca, Salve salve madre del señor. Son tus hijos los que ahora te cantan, son tus hijos prenda de tu amor. De Ruidera tú eres la esperanza, de Ruidera tú la salvación. Salve salve Virgen de la Blanca, de Ruidera tú la salvación.
- Virgen de la Blanca lucero y estrella, bájanos el agua del cielo a la tierra. Virgen de la Blanca extiende tu manto y dile a tus hijos que rieguen los campos. La hierba se seca la hierba no nace y los corderillos se mueren de hambre.
- En el cielo hay una estrella que brilla más que el sol, es mi Virgen de la Blanca repartiendo paz y amor. Es su iglesia pequeña, Blanca y sencilla, en el altar con el niño verla es una maravilla. De rodillas en su iglesia los fieles le rezamos, le pedimos que nos proteja y nos tienda sus manos. Hoy está contenta es un día muy especial. Cuando la miras te sonríe cuando te ve de llegar. Los Ruidereños en su iglesia la venimos a adorar, a nuestra patrona la Virgen de la Blanca la Reina del lugar.
- Al álamo, al álamo que se ha roto la fuente, al álamo, al álamo vamos a repararla al álamo, al álamo, no tenemos dinero, al álamo, al álamo, nosotros sí tenemos, ¿de quién es el dinero? De cascarón de huevo.
- En la puerta de la iglesia hay un hermoso guindal, las ramas llegan al suelo y las guindas al altar.
- En la puerta de la iglesia hay un borrico colgando y quien quiera longanizas que vaya y le corte el rabo.
- En mi casa tengo un vaso de 25 colores, 25 puñaladas que se merecen los hombres. Ailá, ailá, ailalaralalala, donde estemos las mujeres los hombres no pintan ná' los hombres son unos tontos lo digo porque lo sé y si alguno me está oyendo también lo digo por él. Ailá, ailá, ailalaralalala, donde estemos las mujeres los hombres no pintan ná'
- En Ruidera ya no hay hombres y si los hay yo no los veo, estarán en los corrales de palos de gallinero.

### Leyendas
- Leyenda de la mano negra

Esta leyenda es la más famosa de Ruidera, dicen que en la conocida como casa Grande o casa del Rey vivía un hombre con su nieta, Isabel, un día el hombre llama a su nieta y esta se lo encuentra sentado en una mecedora con unas tijeras clavadas en el pecho, ella le tocó la mano y la mano de su abuelo se volvió de color negro, desde entonces se dice que el espíritu de la mano del abuelo vaga por la casa y, de hecho el llamador de la puerta principal de la casa grande en una mano de color negro.

## Economía
La actividad económica principal de Ruidera es el turismo, en torno al parque natural de las Lagunas de Ruidera. Hostelería, pequeño comercio, negocios y pequeñas empresas de servicios al turismo son el soporte económico más importante de la localidad. Quedan relegadas a actividades menos importantes el desarrollo de otras actividades como la construcción y ya casi se han extinguido otras como la agricultura y la ganadería. Antiguamente las gentes de esta aldea vivían de la caza, la pesca y de actividades tradicionales como la tomiza que consistía en hacer cuerdas o canastos con esparto y de la recolección de carrizos para hacer el cielorraso que es un tejado hecho de zarzos que son agrupaciones de carrizos.

## Patrimonio
- Casa del Rey o Casa Grande:

Edificio del siglo XVIII, obra del arquitecto Don Juan de Villanueva por órdenes del rey Carlos III para vivienda de su hijo el Infante Don Gabriel. En el 1800 se tuvo que reformar la casa por una explosión de la fábrica de pólvora y en la primera guerra carlista estuvo albergando a la artillería para proteger la dicha fábrica anteriormente.
- Casa del Administrador:

Fue construida en el 1783 y pertenecía al administrador de la real fábrica y molinos de pólvora
- Iglesia de la Virgen de la Blanca:

Iglesia construida en el 1958 de una sola planta y torre con dos campanas, dedicada a la Virgen de la Blanca, patrona de Ruidera. Antes había otra situada en la plaza del Rey "placeta".

## Servicios
En Ruidera hay un único centro de Educación primaria y preescolar es el CEIP Juan Aguilar Molina (antes CEIP José María Aparicio)